# Nils Fredrik Aurelius
Nils Fredrik Aurelius, född den 14 maj 1946 i Risinge församling i Östergötlands län. är en svensk politiker (moderat). Han är bror till biskop Carl Axel Aurelius.
Släkten kommer ursprungligen från Östergötland, stamfadern Nils Aurelius prästvigdes av Haquin Spegel 1701.
Efter studentexamen i Linköping 1965 studerade Aurelius bland annat historia och filosofi vid Lunds universitet och blev filosofie magister. Han fortsatte därefter med doktorandstudier.
Aurelius var ordinarie riksdagsledamot 1991 och 1994–2006, invald för Kalmar läns valkrets. Han har varit ledamot i konstitutionsutskottet och suppleant i skatteutskottet och ordförande i SPAR-nämnden. 
Han deltog i följande statliga utredningar med mera som representant för moderaterna: Kyrka- statdelegationen, Demokratiutredningen (SOU2000:1), PARK (Den paramentariska regionkommittén), Tryck- och yttrandefrihetsberedningen. Aurelius var vice ordförande i Svensk-tyska och ordförande i Svensk-serbiska parlamentarikersamfundet och grundare av Aktiesparare i Riksdagen (AIR).
Han är den svenske politiker som först motionerade om att Sveriges nationaldag den 6 juni skulle bli en nationell helgdag.[källa behövs]
Sedan 1971 är Aurelius bosatt i Kalmar. Där undervisade han som adjunkt på Stagneliusskolan. Han medarbetade många år i Barometern med historiska och samhällsvetenskapliga artiklar och recensioner. Under en tid skrev han en månatlig kolumn (Från Högerkanten) i den numera nedlagda tidningen Östra Småland.